# Half Way There
Half Way There – czwarty studyjny album angielskiej, pop-rockowej grupy Busted wydany 1 lutego 2019. Album w pierwszym tygodniu znalazł się na drugim miejscu UK Album Chart. 

## Lista utworów
1. „Nineties” (James Bourne, Matt Willis, Charlie Simpson, Dougie Poynter, John Fields)
2. „Reunion” (Bourne, Willis, Simpson, Josh Wilkinson)
3. „What Happened To Your Band” (Bourne, Tommy Henriksen, Mike Raphael, Fields)
4. „Shipwrecked In Atlantis” (Bourne, Willis, Simpson, Chris Bourne)
5. „Race To Mars” (Bourne, Willis, Simpson, Bourne, Wilkinson)
6. „All My Friends” (Bourne, Willis, Simpson, Fields)
7. „MIA” (Bourne, Willis, Simpson, Bourne)
8. „Radio” (Bourne, Willis, Simpson, Wilkinson)
9. „Nostalgia” (Bourne, Willis, Simpson, Bourne)
10. „It Happens” (Bourne & Bourne)